# Чигин
Чиги́н —  село в Україні, у Зноб-Новгородській селищній громаді Шосткинського району Сумської області. Населення становить 89 осіб.

## Географія
Село Чигин знаходиться на лівому березі річки Свига, вище за течією на відстані 3 км розташоване село Рудня, нижче за течією на відстані 1 км розташоване село Уралове. На річці велика загата. Через село проходить автомобільна дорога Т 1908.

## Символіка
На гербі зображена русалка з тризубом, яка чигає (герб є промовистим) на непроханих гостей.

## Історія
Точних відомостей про час заснування села не збереглося. За твердженням А.М. Лазаревського, Чигин був «поселений не пізніше, XVI століття», в той час, коли Сіверської землі входили до складу Російського царства.
На момент передачі села Польщі, в кінці червня - початку липня 1619 року, Чигин належав двом підданим московського царя Дмитру та Івану Стромоуховим і значився порожнім, тобто в ньому ніхто не проживав.
Після переходу Сіверських земель до Речі Посполитої, Чигин в 1621 році був наданий Станіславу Дрогомиру, а від нього перейшов до Миколи Дрогомира. У 1637 році Микола Дрогомир продав Чигин новгород-сіверському старості Олександру Пясочинському, який у вересні того ж року поступився ним Новгород-Сіверській єзуїтській колегії. Однак незабаром вона повернула Чигин Станіславу Дрогомиру, і він по ревізії 1638 року володів в ньому 4 дворами.
Після звільнення України від поляків Станіслав Дрогомир добровільно поступився Чигином Чернігівській єпископії, а Юрій Хмельницький закріпив його за нею своєю грамотою від 21 січня 1660 року.
Незабаром після цього Чигин перестав згадуватися в числі володінь Чернігівської єпископії. Не значився він ні в грамоті Лазаря Барановича від 6 серпня 1673 року про розділ її володінь, ні в універсалі гетьмана Івана Самойловича від 21 серпня 1673 року про його затвердження. За припущенням А.М. Лазаревського, це було пов'язано з тим, що після приходу в 1670 році до управління Спасо-Преображенським монастирем архімандрита Михайла Лежайського монастирські керуючі почали утискати жителів Чигина і вони покинули свої будинки.
Як довго Чигин залишався в запустінні невідомо. Однак по ревізії 1723 року в ньому вже числилося 3 двори і 4 хати, в 1765-1768 рр. - 5 дворів, а в 1779-1781 рр. - 6 дворів і 10 хат, в яких проживало 11 обивателів зі своїми сім'ями і 1 священик.
У 1786 році на підставі іменного указу Катерини ІІ від 10 квітня 1786 року «Про штат Київської, Чернігівської та Новгород-Сіверської єпархій» Чигин був вилучений у Спасо-Преображенського монастиря і переданий в казенне відомство. З того часу він перебував у віданні казни, а його жителі мали статус державних селян і платили грошовий податок в казну держави. При передачі Чигина в казенне відомство частина його земель була віддана мефедівському поміщику графу Петру Васильовичу Завадовському. Це викликало невдоволення у місцевих жителів, і в 1819 році вони разом з державними селянами сіл Олтар і Рудні захопили у спадкоємців П.В. Завадовського вирощений на відібраних землях врожай і повернули його у свою власність.
12 червня 2020 року, відповідно до розпорядження Кабінету Міністрів України № 723-р «Про визначення адміністративних центрів та затвердження територій територіальних громад Сумської області», село увійшло до складу Зноб-Новгородської селищної громади.
19 липня 2020 року, в результаті адміністративно-територіальної реформи та ліквідації Середино-Будського району, село увійшло до складу новоутвореного Шосткинського району.

#### Російське вторгнення в Україну (з 2022)
24 травня 2024 року по селу з боку російського агресора зафіксовано 6 вибухів, ймовірно ствольна артилерія 152 мм.
3 серпня 2024 року російські війська знову обстріляли село. Зафіксовано 2 обстріли: 10 вибухів, ймовірно ствольна артилерія 122 мм.         